# Norges damlandslag i bandy

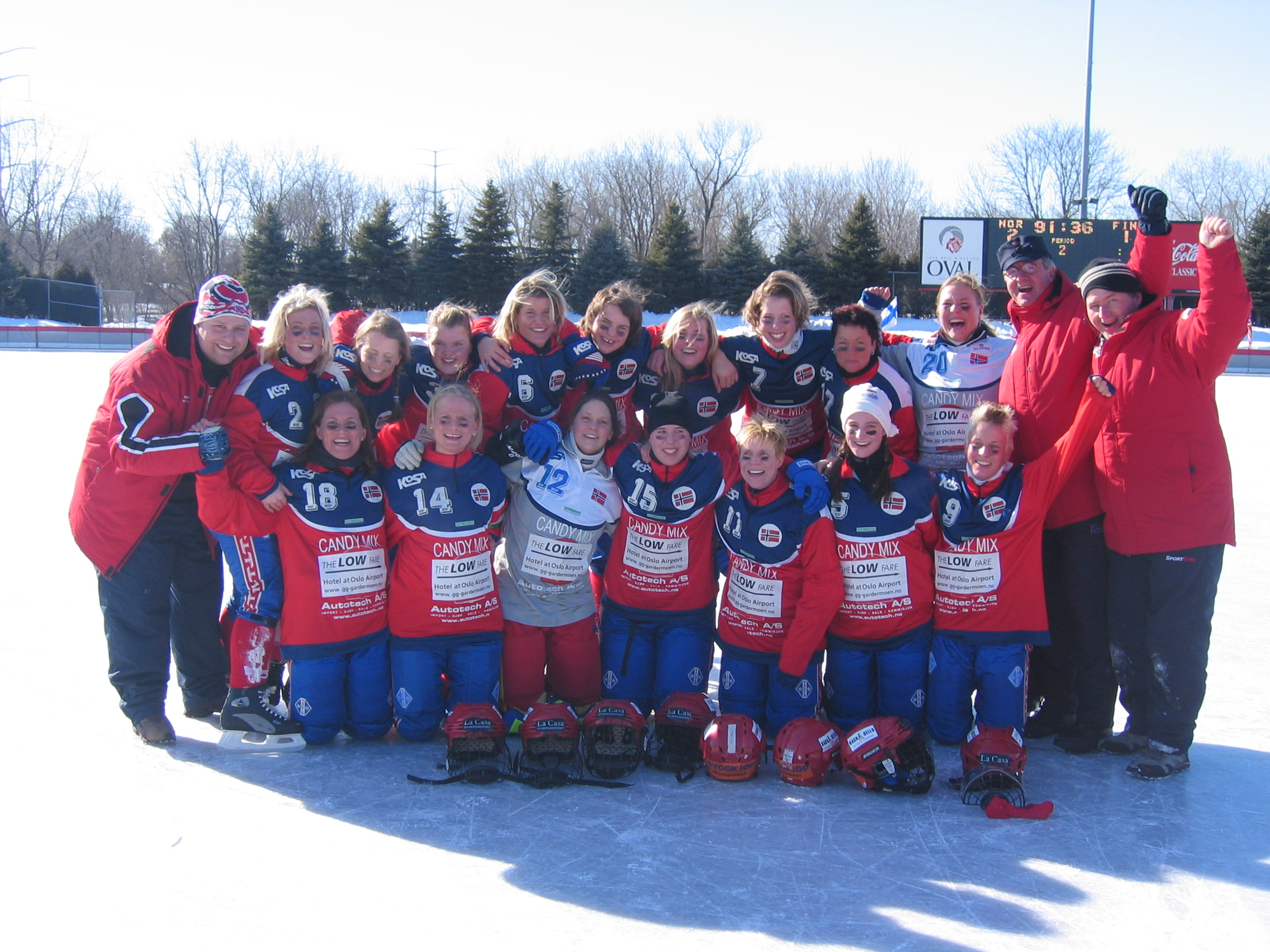
Norges damlandslag jublar efter bronset vid världsmästerskapet 2006 i USA.

Norges damlandslag i bandy representerar Norge i bandy på damsidan.

## Historik
Det norska damlandslaget i bandy uppstod då Orvar Bergmark bjöd in Norge att medverka i en rinkbandyturnering för damer i Örebro i mars 1980. Norge slutade på tredje plats, bakom Sverige och Finland. Norge mötte sedan Nederländerna på Voldsløkka i Oslo 1981, och därefter följde ett inofficiellt Europamästerskap i rinkbandy i Furusethallen i Oslo med Norge, Sverige, Finland och Nederländerna. 1982 spelade Norge mot Sverige i två 11-mannalandskamper i Vänersborg och Kungälv och fick stryk med 1-14 och 0-19.
Norge tog brons vid VM-turneringarna 2006, 2007, 2010, 2016 och 2018.

## Norge i världsmästerskap
| Turnering     | Slutplacering |
| ------------- | ------------- |
| Finland 2004  | 4             |
| USA 2006      | 3             |
| Ungern 2007   | 3             |
| Sverige 2008  | 4             |
| Norge 2010    | 3             |
| Ryssland 2012 | 5             |
| Ryssland 2014 | 4             |
| USA 2016      | 3             |
| Kina 2018     | 3             |